# Ermanno Roveri
Ermanno Roveri (Milano, 5 ottobre 1903 – Milano, 27 dicembre 1968) è stato un attore italiano.

## Biografia

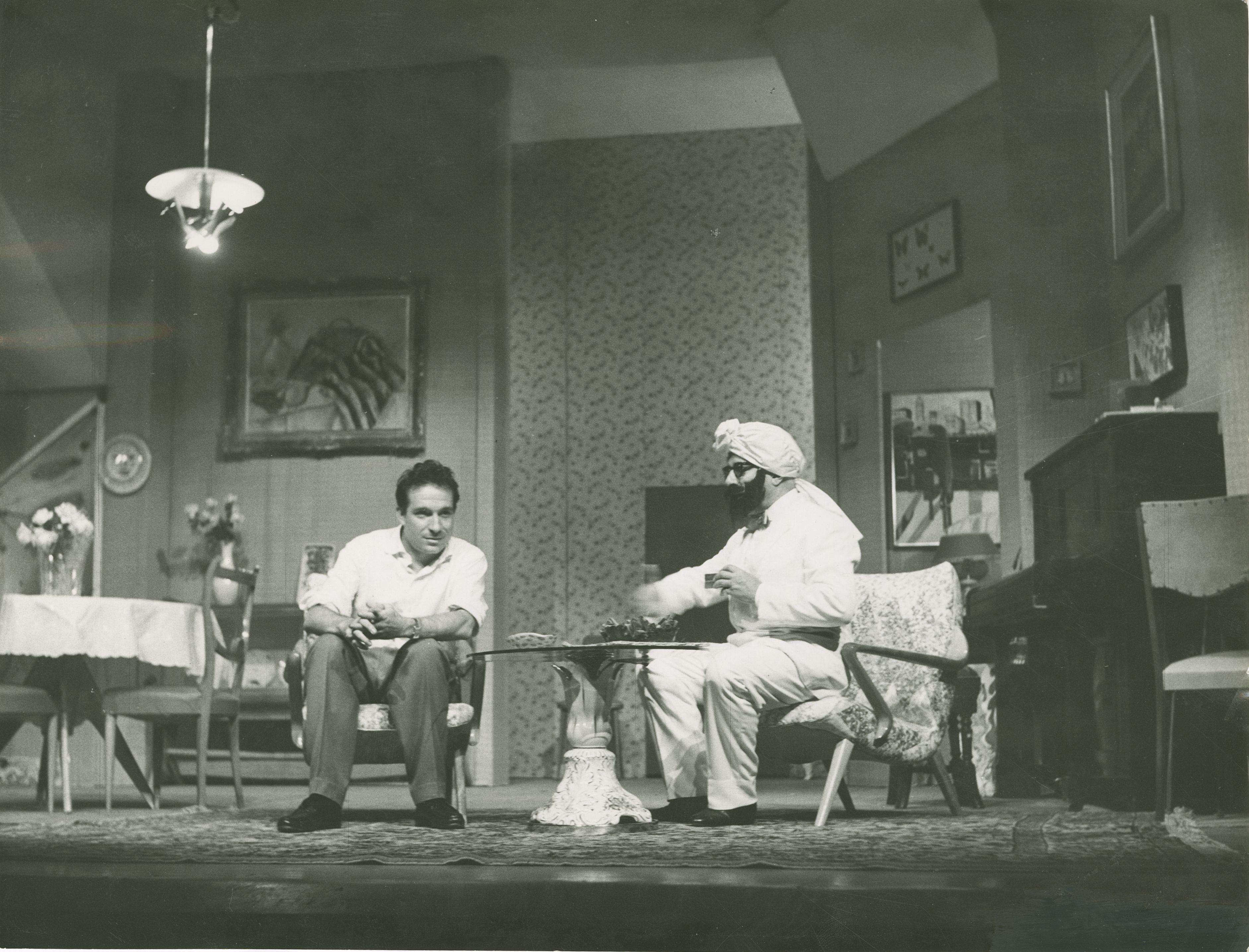
Ermanno Roveri (a destra) con Ugo Tognazzi durante la rappresentazione della commedia Il farfallone di Micheletti e Urbini. Milano, Teatro Manzoni, 1956.

Nato in una famiglia di teatranti, la madre attrice e il padre amministratore di compagnie, debutta ancora bambino sul palcoscenico. Il suo talento attira l'attenzione della Cines, che lo scrittura per una serie di pellicole. Si afferma così come uno dei primissimi e più prolifici attori bambini del cinema italiano, presente tra il 1912 e il 1921 in almeno sedici film.
Con gran successo di pubblico dà vita in alcuni cortometraggi al personaggio comico di Fragolino ma è ricordato soprattutto come interprete di una fortunata serie di pellicole tratte dal libro Cuore di Edmondo De Amicis, nelle quali si alternava nel ruolo di protagonista con Luigi Petrungaro. Roveri interpretò cinque episodi: "Il piccolo patriota padovano" e "Il piccolo scrivano fiorentino" nel 1915, e "Valor civile", "Dagli Appennini alle Ande" e "Naufragio" nel 1916, mentre a Petrungaro furono affidati "La piccola vedetta lombarda" e "Il tamburino sardo" nel 1915, e "L'infermiere di Tata" e "Sangue romagnolo" nel 1916.
Roveri lascia il cinema nei primi anni 20 per entrare da giovane attore nella Compagnia di Antonio Gandusio, poi con Dina Galli, per formare successivamente una propria compagnia, dopo la quale lo troviamo negli spettacoli Za - Bum.
Al cinema (ora sonoro) torna dal 1931, con la regia di Goffredo Alessandrini, nel film La segretaria privata e da allora vi lavorerà ininterrottamente fino alla morte. 
Nel 1938, l'EIAR, lo scrittura per una serie di spettacoli, dove ha modo di distinguersi per la sua comicità e per la bravura nelle imitazioni, nel dopoguerra fa parte della Compagnia di rivista della sede RAI di Milano, recitando con colleghi come Erika Sandri, Carlo Campanini, Franco Parenti, Fausto Tommei, Liliana Feldmann.

## Il teatro di rivista
- Disse una volta un biglietto da mille di Michele Galdieri, regia di Galdieri, 1939.
- Tutto per tutti, niente per nessuno di Giovanni Guareschi e Carlo Manzoni, 1941.
- Eravamo sette sorelle di Michele Galdieri e Aldo De Benedetti, 1945.
- Ora viene il quarantotto di Nelli e Mangini, regia di Mario Mangini, 1947.
- Sotto i ponti del Naviglio, 1948.
- Crazy Show di Alessandro Fersen, Stagnaro e Caldura, 1954.
- Il farfallone di Micheletti e Urbini, regia di Mario Landi, prima al Teatro Manzoni di Milano il 21 luglio 1956.

## Prosa teatrale
- Cristo ha ucciso di Gian Paolo Callegari, regia di Guido Salvini, prima al Teatro la Fenice di Venezia l'8 ottobre 1948.

## Programmi televisivi Rai
- Sera d'inverno, commedia di Sigfrido Geyer, regia di Claudio Fino, trasmessa il 13 dicembre 1953.
- Antologia del buon umore di Dino Falconi, Oreste Biancoli, Marcello Marchesi, Vittorio Metz, Italo Terzoli, Renzo Tarabusi, regia di Mario Landi, trasmesso dal 7 gennaio al 18 marzo 1954.
- Il garofano bianco, commedia di Robert C. Sheriff, regia di Alessandro Brissoni, trasmessa il 13 marzo 1955
- L'ottavo servizio da the, regia di Alberto Gagliardelli, trasmessa il 22 marzo 1955.
- Arlecchino servitore di due padroni, di Carlo Goldoni, regia di Giorgio Strehler, trasmessa il 25 settembre 1955
- Il coraggio di Augusto Novelli, regia di Daniele D'Anza, trasmessa il 23 aprile 1957.

## Filmografia
- Il trabocchetto punitore - cortometraggio (1912)
- L'ospite di mezzanotte - cortometraggio (1914)
- Il piccolo cerinaio, regia di Augusto Genina (1914)
- Il portafoglio rosso, regia di Guglielmo Zorzi (1914)
- Il piccolo patriota padovano, regia di Leopoldo Carlucci (1915)
- Il piccolo scrivano fiorentino, regia di Leopoldo Carlucci (1915)
- Valor civile, regia di Umberto Paradisi (1916)
- Naufragio, regia di Umberto Paradisi (1916)
- Dagli Appennini alle Ande, regia di Umberto Paradisi (1916)
- Buon Natale!, regia di Gino Calza-Bini (1916)
- Nigrus, regia di Ubaldo Maria Del Colle (1920)
- I figli di nessuno, regia di Ubaldo Maria Del Colle (1921)
- Il disco d'oro, regia di Francesco Bertolini (1921)
- La segretaria privata, regia di Goffredo Alessandrini (1931)
- La segretaria per tutti, regia di Mario Mattoli (1932)
- L'ultimo dei Bergerac, regia di Gennaro Righelli (1934)
- Tempo massimo, regia di Mario Mattoli (1934)
- Aldebaran, regia di Alessandro Blasetti (1935)
- Ginevra degli Almieri, regia di Guido Brignone (1935)
- Musica in piazza, regia di Mario Mattoli (1936)
- Nozze vagabonde, regia di Guido Brignone (1936)
- Re di danari, regia di Enrico Guazzoni (1936)
- L'uomo che sorride, regia di Mario Mattoli (1936)
- Regina della Scala, regia di Camillo Mastrocinque e Gustavo Salvini (1936)
- Nina, non far la stupida, regia di Nunzio Malasomma (1936)
- Due milioni per un sorriso, regia di Carlo Borghesio e Mario Soldati (1939)
- Retroscena, regia di Alessandro Blasetti (1939)
- Il fornaretto di Venezia, regia di Duilio Coletti [1939)
- Una famiglia impossibile, regia di Carlo Ludovico Bragaglia (1940)
- Ragazza che dorme, regia di Andrea Forzano (1940)
- La scuola dei timidi, regia di Carlo Ludovico Bragaglia (1940)
- Se non son matti non li vogliamo, regia di Esodo Pratelli (1940)
- Il processo delle zitelle, regia di Carlo Borghesio (1944)
- Scadenza trenta giorni, regia di Luigi Giacosi (1945)
- Biraghin, regia di Carmine Gallone (1946)
- I due sergenti, regia di Carlo Alberto Chiesa (1951)
- Le avventure di Topo Gigio, regia di Federico Caldura (1961)